# Ryan Leonard
Pour les articles homonymes, voir Ryan Leonard (hockey sur glace) et Leonard.
Ryan Ian Leonard, né le 24 mai 1992 à Plympton (en), est un footballeur anglais qui évolue au poste de milieu de terrain à Millwall FC.

## Biographie

### En club
Formé au Plymouth Argyle, Ryan Leaonard prend part à sa première rencontre avec l'équipe première lors d'un match de face à Blackpool le 27 mars 2010. En décembre 2010, il est prêté au Weston-super-Mare.
En janvier 2011, il est prêté à Tiverton
Le 27 juillet 2011, il rejoint Southend United.
Le 9 janvier 2018, il rejoint Sheffield United.
Le 31 août 2018, il est prêté à Millwall, et en janvier il rejoint le club de manière permanente.